# Maraq Kān
Maraq Kān (persiska: مرق كان) är en ort i Iran.   Den ligger i provinsen Markazi, i den nordvästra delen av landet, 150 km sydväst om huvudstaden Teheran. Maraq Kān ligger 1 517 meter över havet och antalet invånare är 171.
Terrängen runt Maraq Kān är lite bergig, och sluttar österut. Runt Maraq Kān är det ganska glesbefolkat, med 24 invånare per kvadratkilometer. Närmaste större samhälle är Band-e Chāy, 18,1 km öster om Maraq Kān. Trakten runt Maraq Kān består i huvudsak av gräsmarker.